# Rue André-Pascal
La rue André-Pascal est une voie du 16e arrondissement de Paris, en France.

## Situation et accès
La rue André-Pascal est une voie privée située dans le 16e arrondissement de Paris. Elle débute au 23, rue de Franqueville et se termine en impasse, le long du jardin du Ranelagh.
Le quartier est desservi par la ligne 9, à la station La Muette et par la ligne C du RER, à la gare de l'avenue Henri-Martin.

## Origine du nom

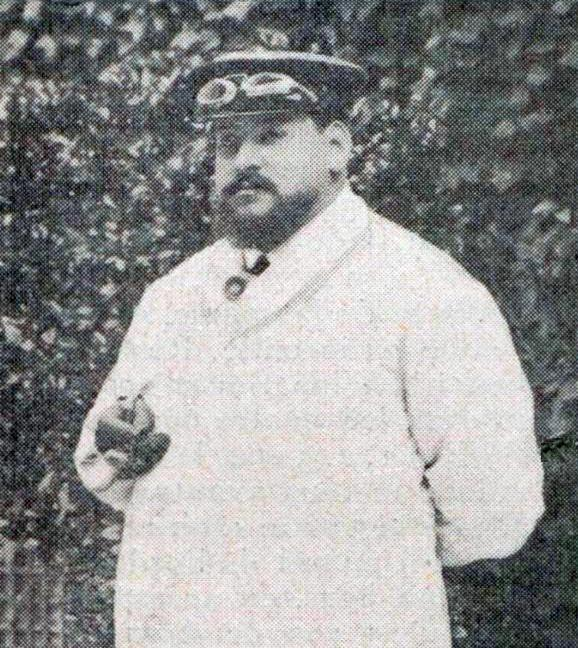
Henri de Rothschild en 1906.

Elle porte le nom du pseudonyme littéraire qu'utilisait le baron Henri de Rothschild (1872-1947).

## Historique

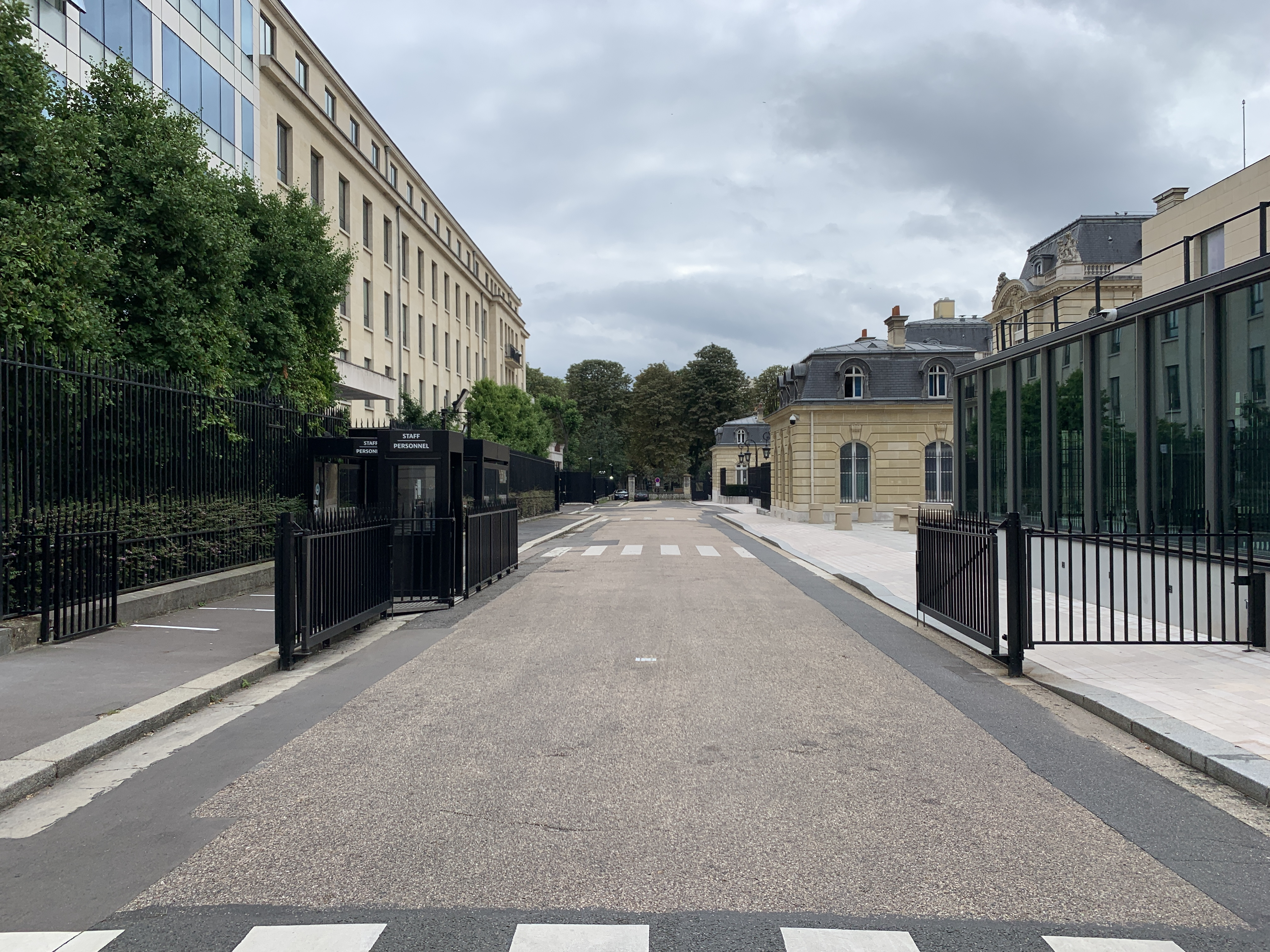
Vue de la voie finissant en impasse.

Cette rue est créée sous sa dénomination actuelle en 1921 par le baron Henri de Rothschild dans l'ancien parc de la Muette, en prolongement de la rue Henri-de-Bornier.
Le baron de Rothschild avait fait construire au début du XXe siècle un élégant château, riverain de la rue, appelé « château de la Muette » bien que le véritable et historique château de la Muette, situé tout près de là, ait été entièrement détruit en 1912 pour permettre le lotissement du terrain. La parcelle actuelle englobe les bâtiments modernes du centre de conférences de l'OCDE, propriétaire également du château construit par Rothschild.
En 1927, l’humoriste Georges de La Fouchardière, découvrant le nom de la rue, s’exclame : « Rue André Pascal ? Mais c’est une erreur, Pascal, le grand Pascal, s’appelait Blaise ! », et se rend sur place en compagnie de 300 à 400 personnes dans l’intention d’en changer le nom, invitant d’ailleurs le baron Henri de Rothschild à assister à la cérémonie de baptême. Mais ce dernier, goûtant peu la plaisanterie, demande aide et protection au préfet de police Jean Chiappe et la cérémonie tourne court. D'ailleurs, il existait déjà à Paris une rue nommée en hommage à l'auteur des Pensées, à savoir la rue Pascal.
La voie est ouverte à la circulation publique par un arrêté du 23 juin 1959.

## Bâtiments remarquables et lieux de mémoire

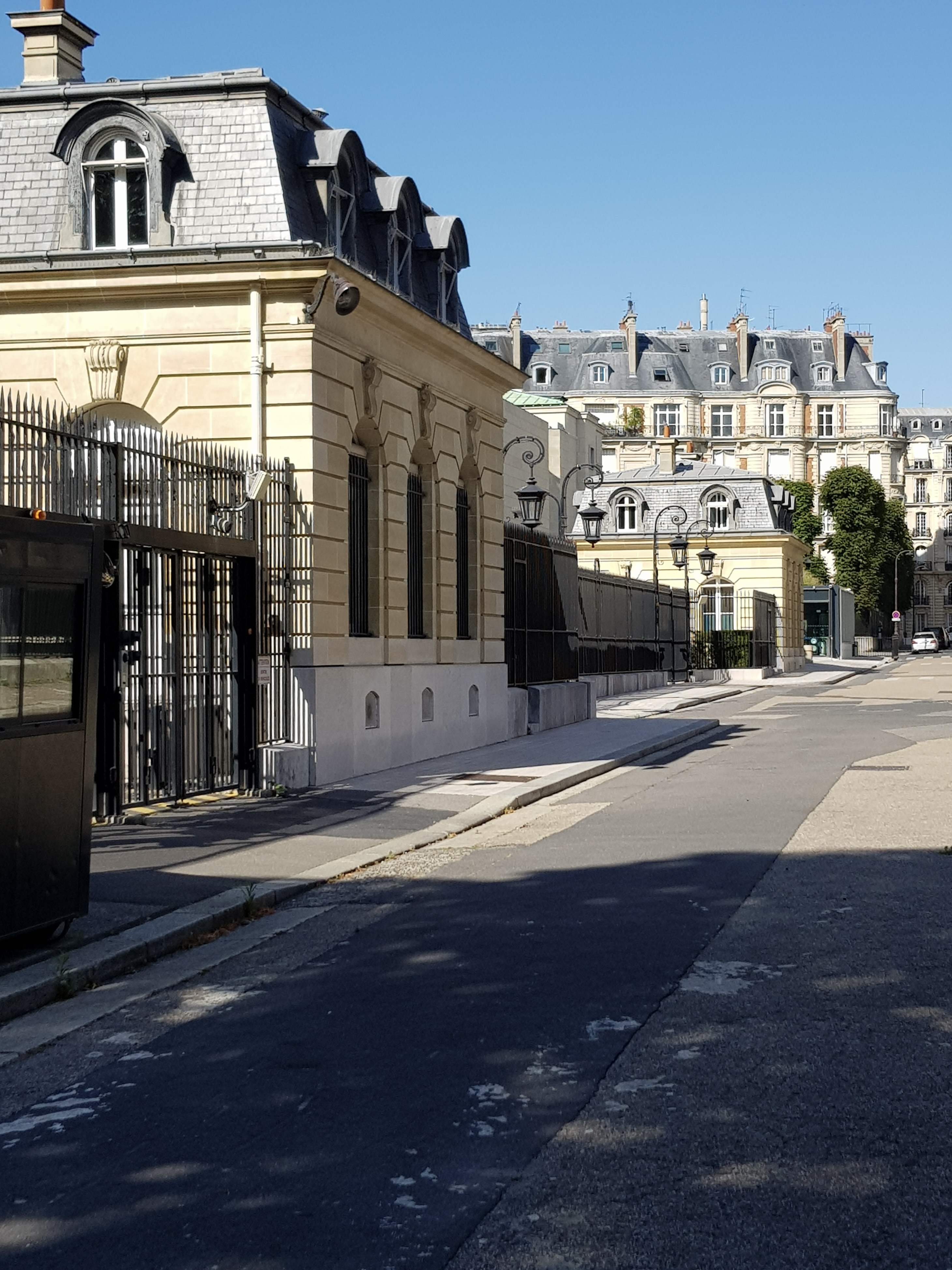
La rue André-Pascal vue depuis le jardin du Ranelagh.

- No 1 : le 5 septembre 1973, un commando palestinien prend plusieurs personnes en otage à l’ambassade d’Arabie saoudite, alors située à ce numéro[2].